# Iridotomie
Iridotomia se face pentru prevenirea si tratamentul acut cu unghi închis de glaucom, dar si pentru prevenirea glaucomului in cazurile cu sindrom de dispersie pigmentara. 
Informații despre procedura și riscuri:
Avertisment: Există în linii mari , două categorii de glaucom. Glaucom acut ( de obicei cu unghi închis )  și cronic ( de obicei , în unghi deschis ). Aceste 2 tipuri de glaucom sunt complet diferite si este important sa nu le confundam. Este vorba despre glaucom cu unghi îngust. Prin urmare , aceste informații nu se aplică în cazul glaucom cu unghi deschis cronic.
Mecanismul de glaucom acut cu unghi închis
Umoarea apoasă este produsă în corpul ciliar și curge din camera posterioară prin pupila în camera anterioară și de acolo prin rețeaua trabeculară și canalul Schlemm la fluxul sanguin, prin urmare între camera posterioară și camera anterioară. În cazul în care acest flux este perturbat, apare o diferență de presiune între cele două camere.
În cazul glaucom cu unghi inchis acut, crește presiunea în camera posterioară și împinge periferia irisului în direcția înainte, astfel încât rețeaua trabeculară se blocheaza și descărcarea umoarei apoase din ochi este întreruptă. Presiunea intraoculară incepe sa creasca foarte rapid si foarte dramatic. "Criza" de glaucom acut este foarte dureroasă. Dacă presiunea oculară nu este normalizata rapid, aceasta poate duce la deteriorarea permanentă a nervului optic și vederii, până la pierderea totală a vederii in cele mai grave cazuri. Hipertensiune oculară necesită o reducere a diferenței de presiune dintre camera posterioară și camera anterioară, astfel încât irisului poate reveni din nou la poziția sa normală pentru a permite evacuarea umoarei apoase să-și reia cursul.
```
Factori de risc ,
```

Pacienții cu risc de a dezvolta crize de glaucom acut, practic, au un unghi îngust găsit, și poate ajunge închis. De multe ori acești pacienți au hipermetropie ridicată. Există, de asemenea, o afecțiune ereditară.
```
Factorii care declanșează un atac de glaucom acut
Condițiile care declanșează un atac de glaucom acut sunt de obicei legate de dilatarea pupilelor într-un subiect cu risc din cauza unui unghi îngust:
```

Unele medicamente adrenergice și anticolinergice cu efect de expansiune asupra pupilei (de exemplu, anumite medicamente impotriva racelii si a sinusurilor picaturi pentru dilatarea pupilei la optometrist și oftalmolog, etc.)
emotii intense sau stresul cu dilatarea pupilei, trecerea în condițiile de lumină sau întuneric slabe (de exemplu, cinematograf) etc.
Atacul de glaucom acut poate avea loc, de asemenea, fără un declanșator identificabil.
Simptomele de atac de glaucom acut:
Scăderea acuității vizuale, viziune foarte neclară, halouri în jurul valorii de lumini.
Durerea este caracteristica, adesea intensa, cu impresia că ochiul va izbucni "din cap", un sentiment viu de presiune.
Analiza arată o roșeață oculară semnificativă, fără reflex de lumină (fără contracție la lumină) și mai degrabă dilatat (semi midriază).
Pot exista simptome extraoculare cum ar fi: de greață, reflex vagal, vărsături.
Prevenirea și tratamentul glaucomului acut
In trecut, se practica în acest scop iridectomia (adică excizia chirurgicală a unui cântec iris). Pentru a face acest lucru, a fost necesară deschiderea ochiului prin cornee sau prin conjunctivă și sclera. Astăzi, datorită laserului neodim-YAG, putem face o gaura mica microscopica in iris, fără a fi nevoie de o incizie a ochiului. Această deschidere permite restabilirea presiunii normale între cele două camere și normalizarea presiunii intraoculare. În mod similar, această deschidere poate preveni criza acută de închidere glaucom cu unghi deschis la pacienții cu risc, permițând ca presiunea să rămână întotdeauna echilibrata între cele 2 "camere", care lasă rețeaua trabeculară clara și funcționala, în orice moment. De fapt, rata de eficacitate a iridotomy laser pentru a preveni glaucom acut la pacienții care prezintă riscul din cauza unghiului lor "îngust" este de peste 99%.
Sindromul de dispersie pigmentara este o afecțiune în care pigmentul irisului este vărsat și este dispersat prin partea anterioară a ochiului. Dacă dispersia se produce din cauza deformarii irisului ( în 60% dintre pacienții cu dispersie de pigment) o iridotomie cu laser va scădea arcuirea sau concavitatea irisul și dispersia pigmentului ulterioară. Acest lucru scade riscul acestor persoane de a dezvolta glaucom pigmentar, o afectiune în care se poate bloca pigment dispersat in rețeaua trabeculara.

procedura
In mod specific, tratamentul are loc după cum urmează. Trebuie sa se contracteze mai întâi pupila cu picături care poate dura aproximativ 30 de minute pentru a-si produce efectul. Contracția pupilei cauzează adesea o durere de cap, este posibil să se ia paracetamol la nevoie în urma intervenției chirurgicale. Efectul contractiei dureaza 3-4 ore, dupa care pupila isi reia dimensiunea normală.

Pregatirea pacientului si interventia:
Pacientul primește o picătură de anestezic local, apoi o lentila de contact este plasat pe ochi; putem direcționa apoi fasciculul laser pe iris. Atunci când focalizarea este optimă, se "trage" pe iris prin intermediul mai multor impulsuri laser foarte scurte, în scopul de a fora o mică deschidere. In timpul acestui tratament foarte scurt (mai puțin de 5 minute), pacientul aude un sunet scurt de detonare, și poate simți, uneori, ca o usoara intepatura similara cu un șoc electric mic, dar, cu toate acestea, nu se simte nici o durere ca atare. La sfârșitul tratamentului, vederea sa poate fi redusă temporar, în primul rând datorită instalării lentilelor de contact pe ochi, și în al doilea rând datorită dispersiei pigmentului irisului. Această ușoară tulburare dispare după câteva ore.

In urma tratamentului cu laser, este necesar să se administreze corticosteroizi anti-inflamatorii picături la prescriptia medicului
Posibilele riscuri asociate cu iridotomia cu laser
Iridotomia cu laser este o procedură foarte sigură. Riscurile sunt rare și apar la mai puțin de 1% din cazuri.
Disconfort în timpul sau imediat după tratament.
inflamație oculară moderată.
O creștere temporară a presiunii intraoculare este normala, dar este limitată prin aplicarea preventivă a picăturilor hipotensive înainte de procedura.
O sângerare ușoară este posibil, de obicei, din cauza vaselor de sânge din iris, care pot fi atinse de laser. Problema de sângerare poate fi mai problematică la pacienții cu anticoagulante (Coumadin). Ar putea fi necesar, în cazul hemoragiei persistente, de coagulare a vaselor de sange, cu un alt tip de laser (laser cu argon).
Închiderea iridotomiei este rara: necesita reintervenție.
dysphotopsies post-iridotomy
Sunt fenomene luminoase care pot apărea ca urmare a unei iridotomii cu laser. Acesta este un efect secundar care poate să apară la 5-10% dintre pacienti dupa o interventie chirurgicala. Pacienții descriu ca văd o mica "linie" sau "bara" de lumină în viziunea lor periferică, de obicei în sus. Acest fenomen se datorează luminei care poate pătrunde acum prin deschiderea creata de laser în iris. Această deschidere mică microscopica în timp ce acționează ca o a 2a pupila, lasă o rază de lumină în ochi. Acest fenomen este benign și întotdeauna tranzitoriu, adică simptomele în cele din urmă dispar după câteva săptămâni sau luni. Ideal este să nu se acorde atenție, astfel încât creierul sa se adaptează și sa reușeșeasca să elimine această percepție rapid.
Bibliografie
http://www.fr.docvadis.ca/cliniquemcblouin/page/informations_medicales/traitements_au_laser/iridotomie_au_laser.html#sthash.iudhRIaj.dpuf Arhivat în 18 octombrie 2014, la Wayback Machine.
http://www.surgeryencyclopedia.com/La-Pa/Laser-Iridotomy.html